# ブレーメン形

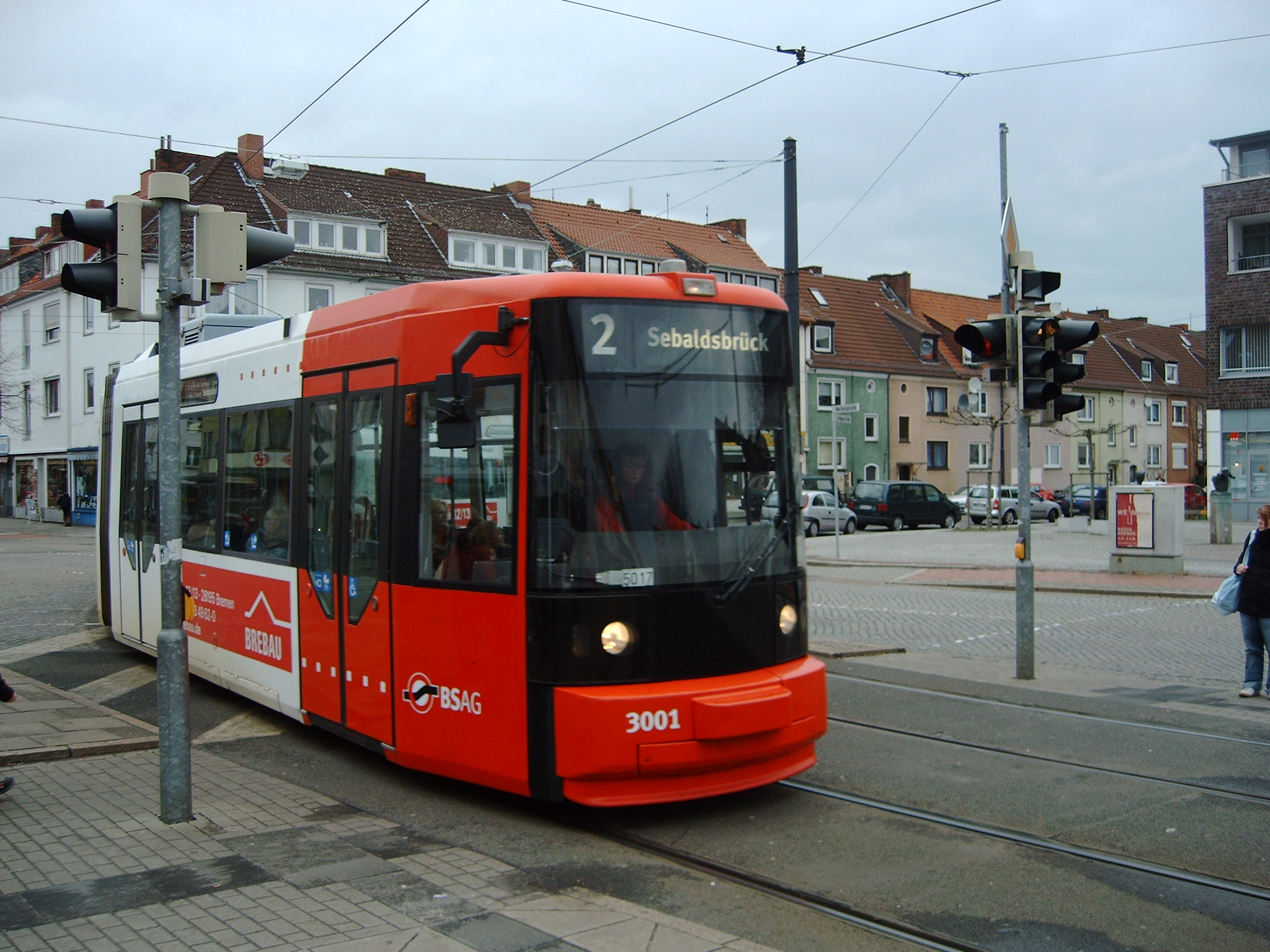
ブレーメン市 GT8N

ブレーメン形 (Typ Bremen) は、超低床路面電車の形式の1つ。

## 概説
ドイツのメーカー・MAN GHHが、1990年に試作車を発表し（ブレーメン市に納車）、1993年より量産を開始した。
左右独立車輪の採用により台車部分を含む客室床面の全面の超低床化を実現し、100%超低床路面電車の普及に貢献した。製造会社が幾度も変わっており、現在はボンバルディア・トランスポーテーション（Bombardier Transportation）が製造している。
メーカから正式な愛称を与えられていないため、最初に投入された都市ブレーメンにちなんだ Typ Bremen 以外に、製造会社にちなんだ Typ MAN/AEG、Typ AEG などいくつかの呼び方がある。「ブレーメン形」を指してGTシリーズと呼んでいる事例もあるが、これは適切ではない。GTはGelenkTriebwagen(連接の自走可能車)を意味し、ドイツの他のメーカの車両にも広く使われている一般的な車両形式名である。
AEGとABBの鉄道部門が経営統合してアドトランツが設立された際に、それまでの超低床路面電車モデル（ブレーメン形、ユーロトラム、バリオバーン）を形式統合する試みが行われ、新しいモデルとしてインチェントロを開発した（ユーロトラムやバリオバーンの様にフローティング車体を採用）。しかしブレーメン形も新型車体化して継続生産されたため、車両形式の統合どころか、かえって形式が増えてしまうことになった。
ボンバルディア社がアドトランツ社を引き継いだ後は、ブレーメン形は、公式の製品カタログからは外されたが、新潟トランシスによる製造が続いた。ユーロトラムとインチェントロは、フレキシティ・アウトルックシリーズに含まれる形で製品カタログに残されている。
製造会社の変遷
- 1990 MAN Gutehoffnungshutte Schienenverkehrstechnik AG
- 1993 AEG Schienenfahrzeuge Nahverkehr & Wagen GmbH (車体の製造・組み立てはLHBが担当)
- 1996 ABB Daimler-Benz Transportation AG (Adtranz)
- 1999 DaimlerChrysler Rail Systems GmbH (ADtranz)
- 2001 Bombardier Transportation

## 基本仕様
全ての車体に2軸台車を一つずつ装備した特徴の連接構造をとり、フローティング車体は使用していない（シーメンスの新設計であるコンビーノ・プラスもこの特徴を持つ）。2車体連接から4車体連接までの製造実績がある。
そして左右独立車輪の採用により台車部分の低床化を実現しており、この部分の床面高さは360(一部車両は350)mm、ドア付近では300mmとなっている。各車体の中央に台車を持つため、客用扉は各車体の側面に向かって左側に寄せて取り付けられており、一方の先頭車体のみ2扉となっている。扉は両開きのプラグドアである。主電動機は各車体に1台ずつ装荷しており、片側はそのまま平歯車で、反対側には床下のねじり軸を介して駆動している。車体装架カルダン駆動方式の変形である。

## 車両形式
ブレーメン形の車両形式は，ドイツの標準的形式名の法則（→GTシリーズ）に従って決められている。

## 諸元
以下の諸元は過去の実績に基づく標準的な数値。
- 車体幅 : 2300mm / 2350mm /2400mm
- 全長
  - 先頭部車体 : 8950mm / 9100mm / 9250mm
  - 中間車体 : 8600mm
- 車体高 : 3290mm
- 床面高さ : 360mm（ドア付近300mm）
- ドア
  - 幅 : 1250mm
  - ドア高さ : 1850 / 2000mm
- 軌間 : 1000mm / 1067mm / 1435mm
- 架線電圧 : 600V / 750V
- 最高速度 : 70km/h
- 制御装置 : GTOまたはIGBTによるVVVFインバータ制御
- 主電動機
  - 定格出力 : 80kW / 84kW / 100kW / 120kW

## 導入都市

### ドイツの都市
| 都市                                                       | 形式        | 編成        | 運転台   | 軌間    | 両数  | 備考・参考                                                                         |
| ---------------------------------------------------------- | ----------- | ----------- | -------- | ------- | ----- | ---------------------------------------------------------------------------------- |
| アウクスブルク (アウクスブルク市電)                        | GT6M        | 3車体連接車 | 片運転台 | 1,000mm | 1両   | 試作車                                                                             |
| アウクスブルク (アウクスブルク市電)                        | GT6M        | 3車体連接車 | 片運転台 | 1,000mm | 11両  | 2023年以降ザグレブ市電へ譲渡                                                       |
| ベルリン (ベルリン市電)                                    | GT6N        | 3車体連接車 | 片運転台 | 1,435mm | 105両 | 詳細は「ベルリン市電GT6N形電車」を参照                                             |
| ベルリン (ベルリン市電)                                    | GT6N-ZR     | 3車体連接車 | 両運転台 | 1,435mm | 45両  | 詳細は「ベルリン市電GT6N形電車」を参照                                             |
| ブラウンシュヴァイク (ブラウンシュヴァイク市電)            | NFGT6-S1100 | 3車体連接車 | 片運転台 | 1,100mm | 12両  | [ 5 ]                                                                              |
| ブレーメン (ブレーメン市電)                                | GT6N        | 3車体連接車 | 片運転台 | 1,435mm | 1両   | 試作車 1999年にノーショーピング市電へ譲渡 詳細は「ブレーメン市電GT6N形電車」を参照 |
| ブレーメン (ブレーメン市電)                                | GT8N        | 4車体連接車 | 片運転台 | 1,435mm | 78両  | 詳細は「ブレーメン市電GT6N形電車」を参照                                           |
| フランクフルト (オーダー) (フランクフルト（オーダー）市電) | GT6M        | 3車体連接車 | 片運転台 | 1,000mm | 8両   | [ 5 ]                                                                              |
| イェーナ (イェーナ市電)                                    | GT6M-ZR     | 3車体連接車 | 両運転台 | 1,000mm | 33両  | 10両はウッチ市電へ譲渡予定                                                         |
| マインツ (マインツ市電)                                    | GT6M-ZR     | 3車体連接車 | 両運転台 | 1,000mm | 16両  | [ 8 ] [ 11 ]                                                                       |
| ミュンヘン (ミュンヘン市電)                                | R1.1        | 3車体連接車 | 片運転台 | 1,435mm | 3両   | 試作車 1999年にノーショーピング市電へ譲渡 詳細は「ミュンヘン市電R形電車」を参照    |
| ミュンヘン (ミュンヘン市電)                                | R2.2        | 3車体連接車 | 片運転台 | 1,435mm | 70両  | 詳細は「ミュンヘン市電R形電車」を参照                                              |
| ミュンヘン (ミュンヘン市電)                                | R3.3        | 4車体連接車 | 片運転台 | 1,435mm | 20両  | 詳細は「ミュンヘン市電R形電車」を参照                                              |
| ニュルンベルク (ニュルンベルク市電)                        | GT6N        | 3車体連接車 | 片運転台 | 1,435mm | 14両  | 詳細は「ブレーメン形 (ニュルンベルク市電)」を参照                                  |
| ニュルンベルク (ニュルンベルク市電)                        | GT8N        | 4車体連接車 | 片運転台 | 1,435mm | 26両  | 詳細は「ブレーメン形 (ニュルンベルク市電)」を参照                                  |
| ツヴィッカウ (ツヴィッカウ市電)                            | GT6M        | 3車体連接車 | 片運転台 | 1,000mm | 12両  | [ 6 ]                                                                              |

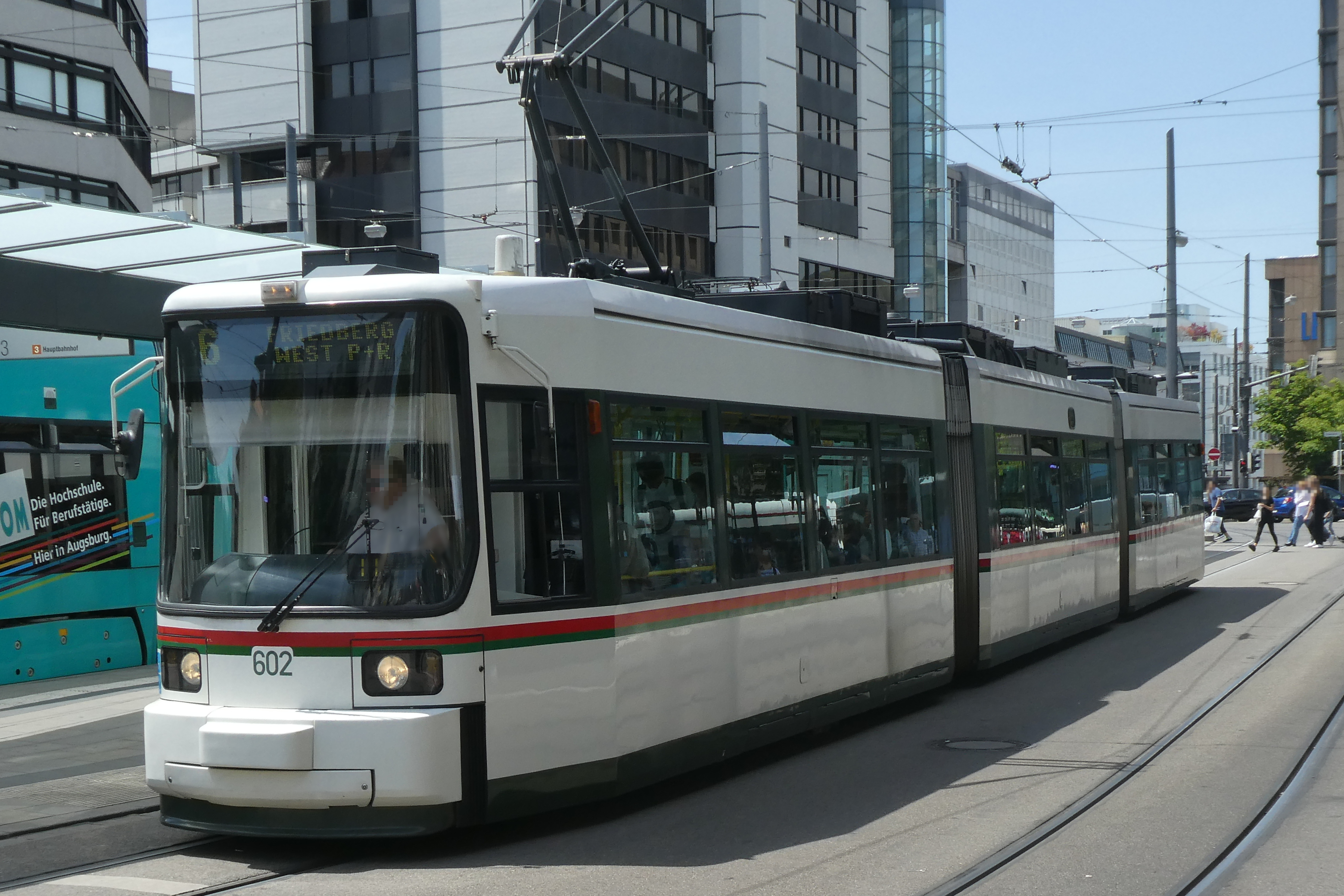
アウクスブルク （GT6M）
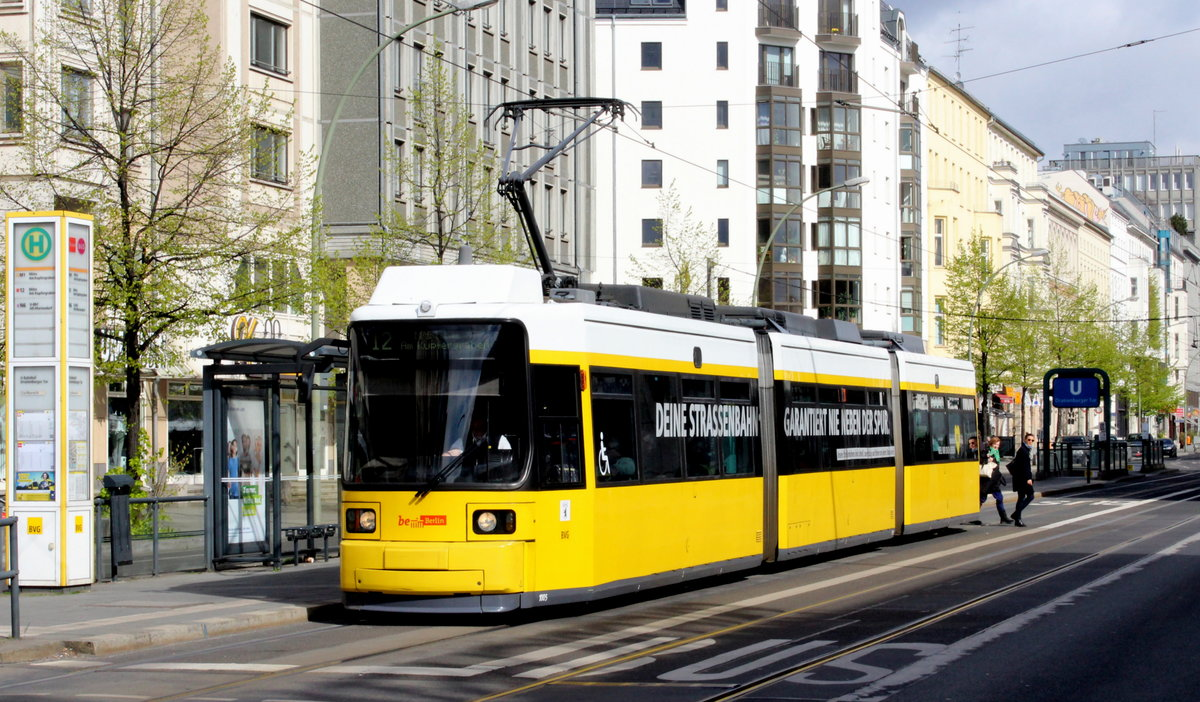
ベルリン （GT6N）
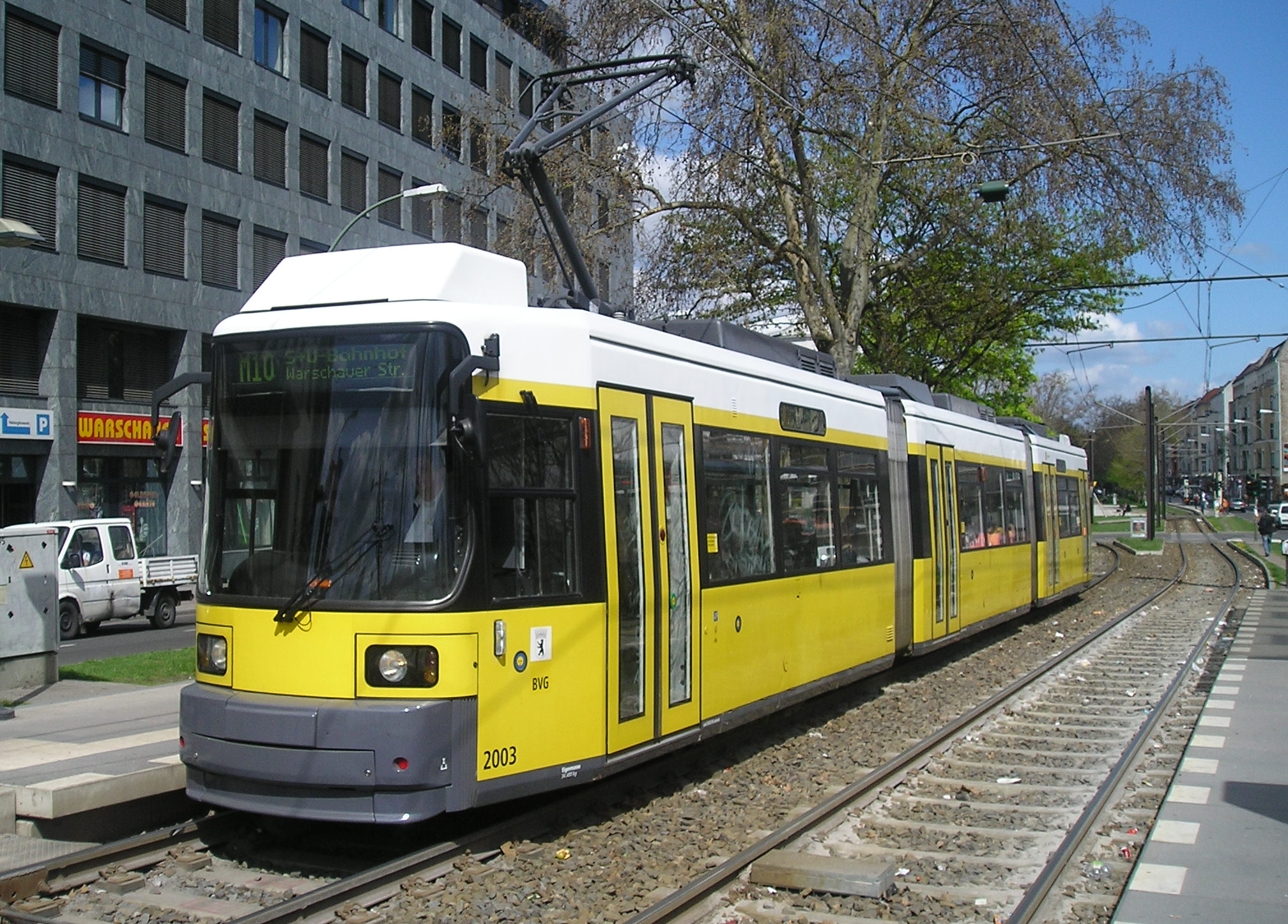
ベルリン （GT6N-ZR）
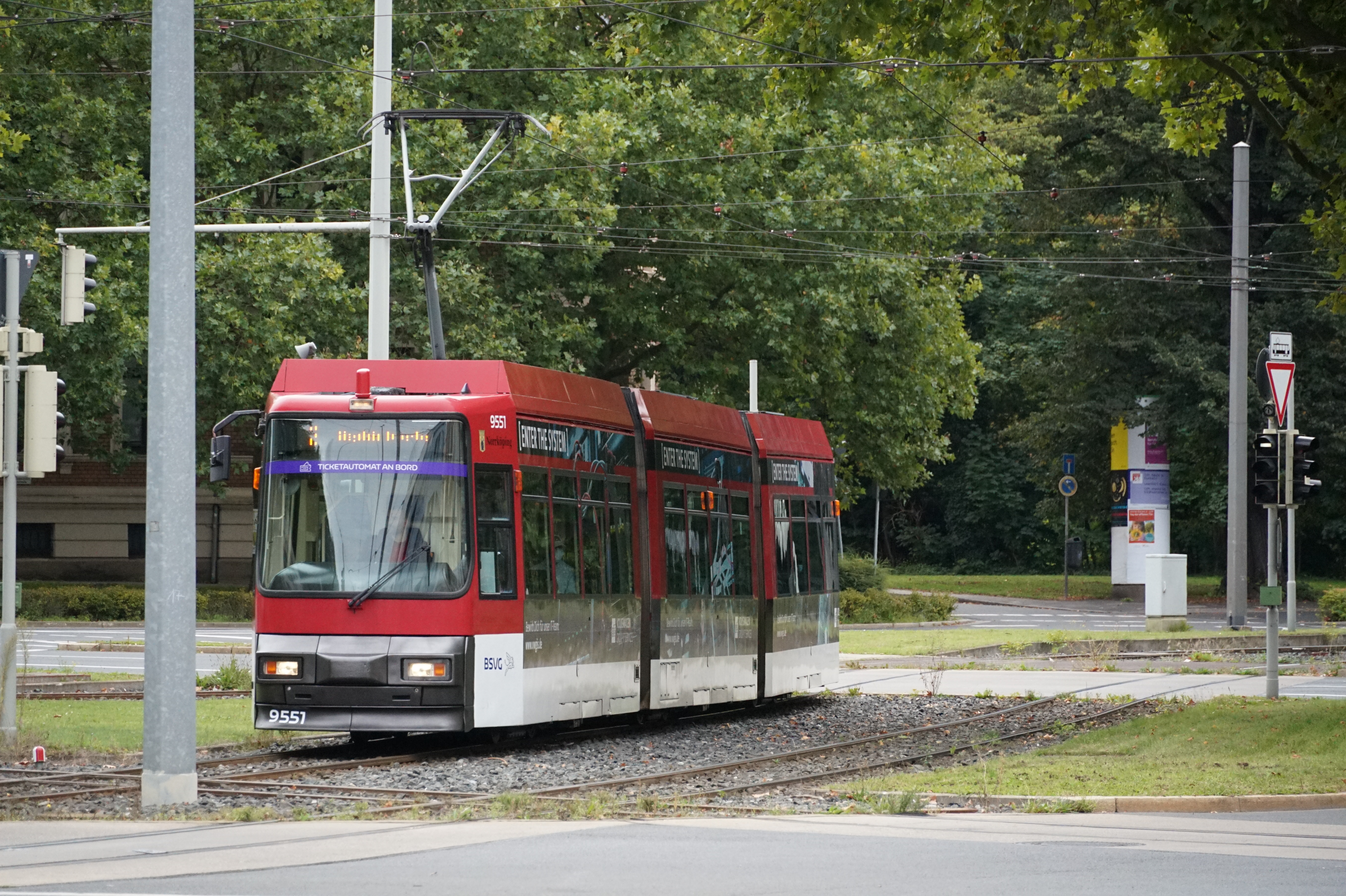
ブラウンシュヴァイク （NFGT6-S1100）
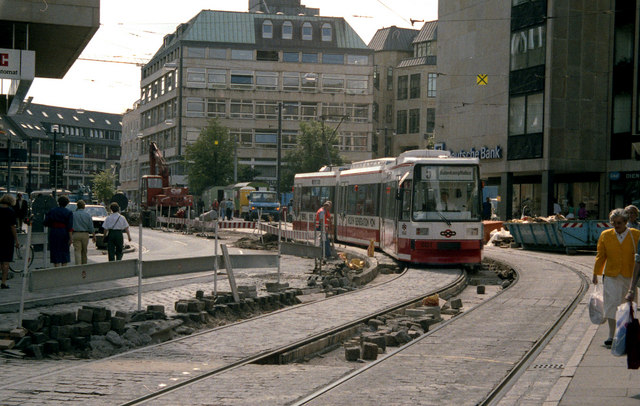
ブレーメン （GT6N）
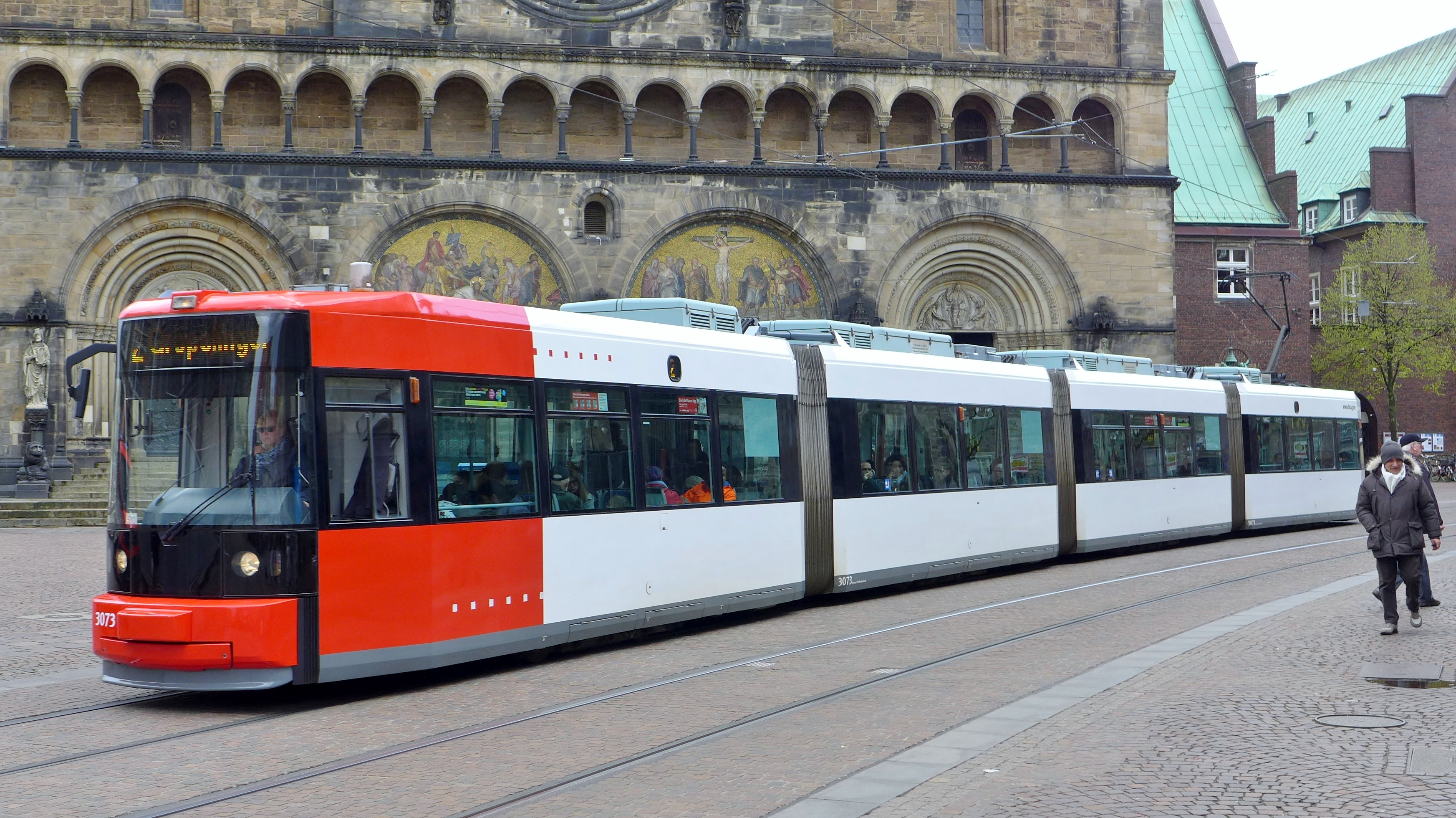
ブレーメン （GT8N）
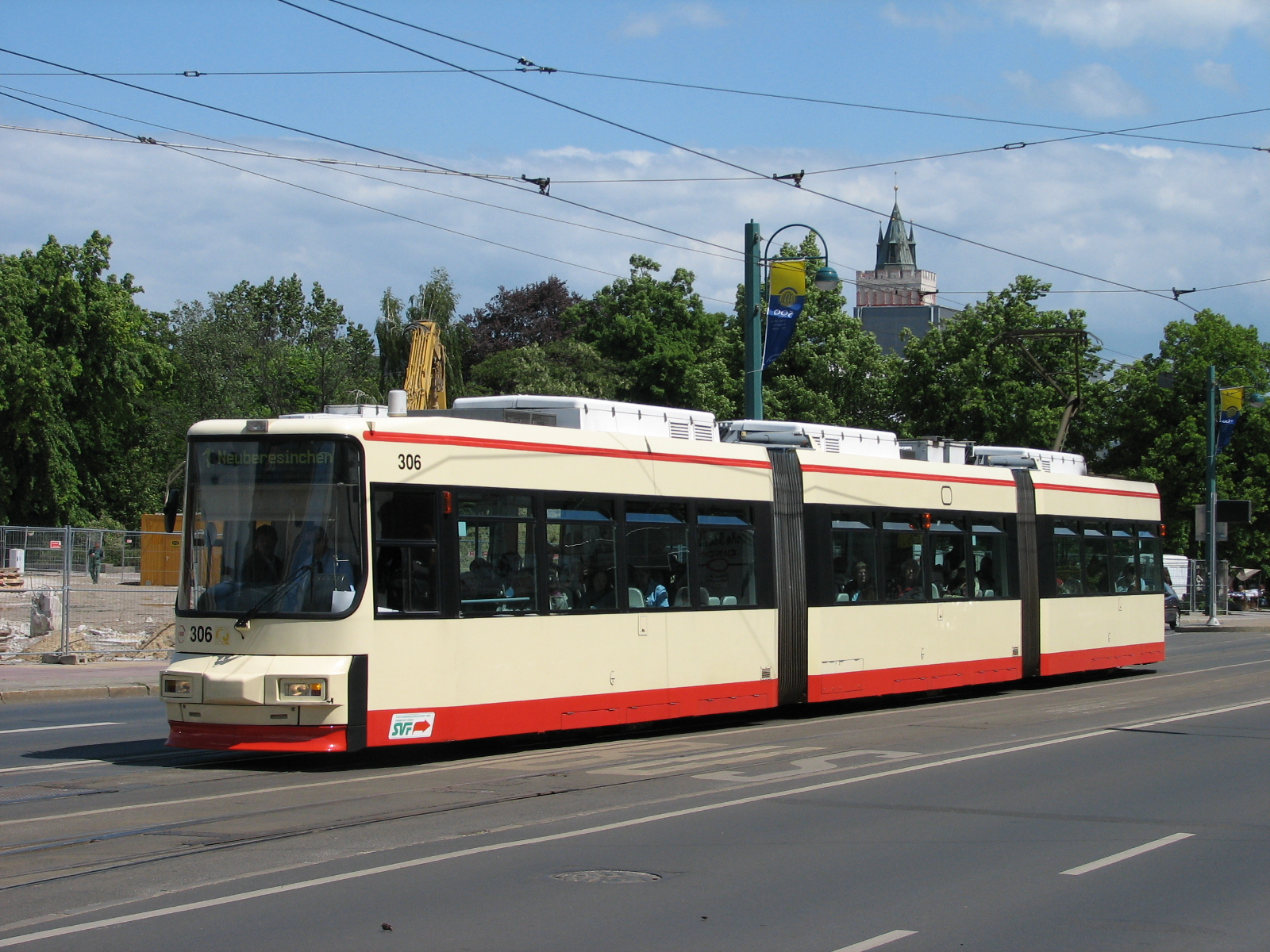
フランクフルト (オーダー) （GT6M）
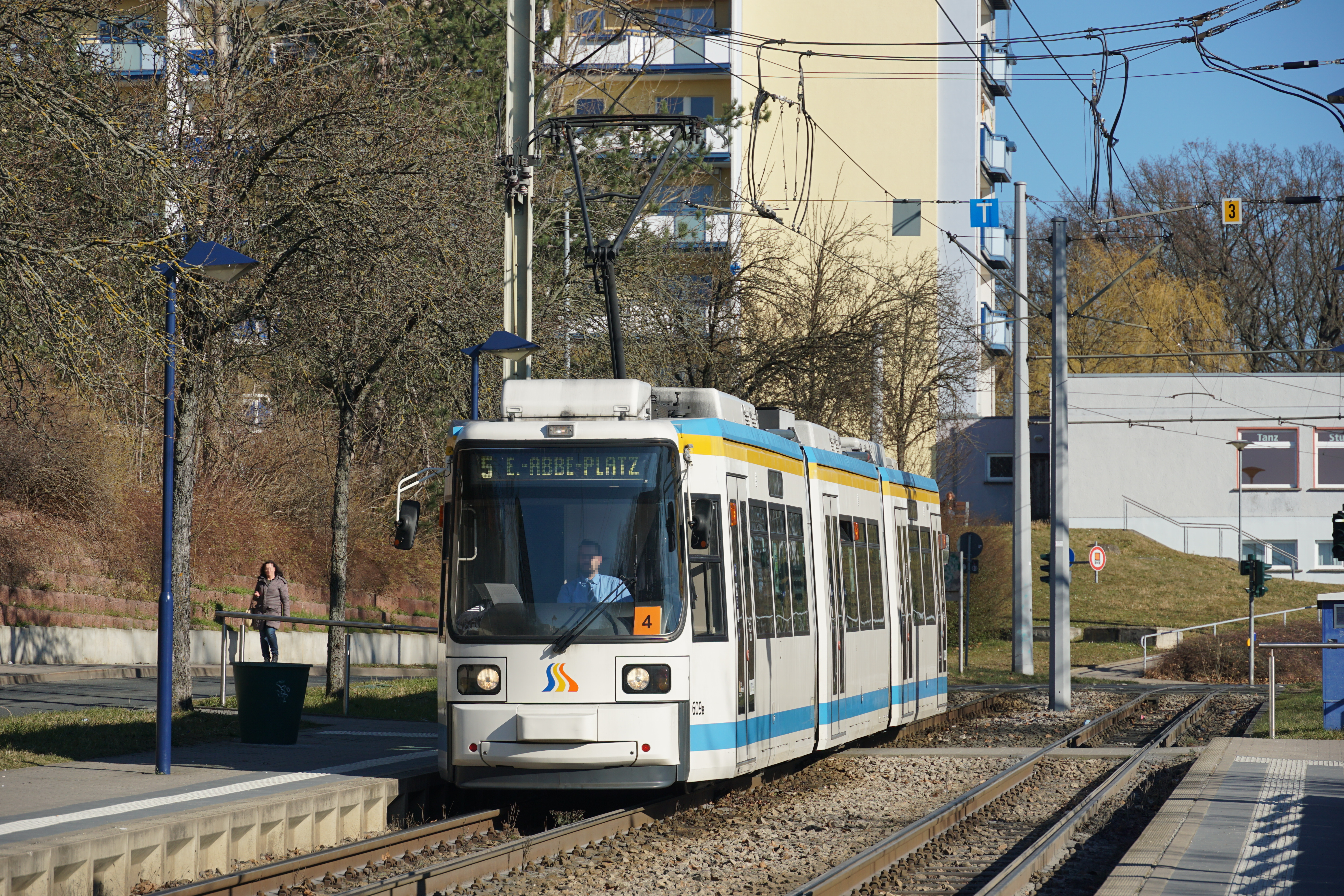
イェーナ （GT6M-ZR）
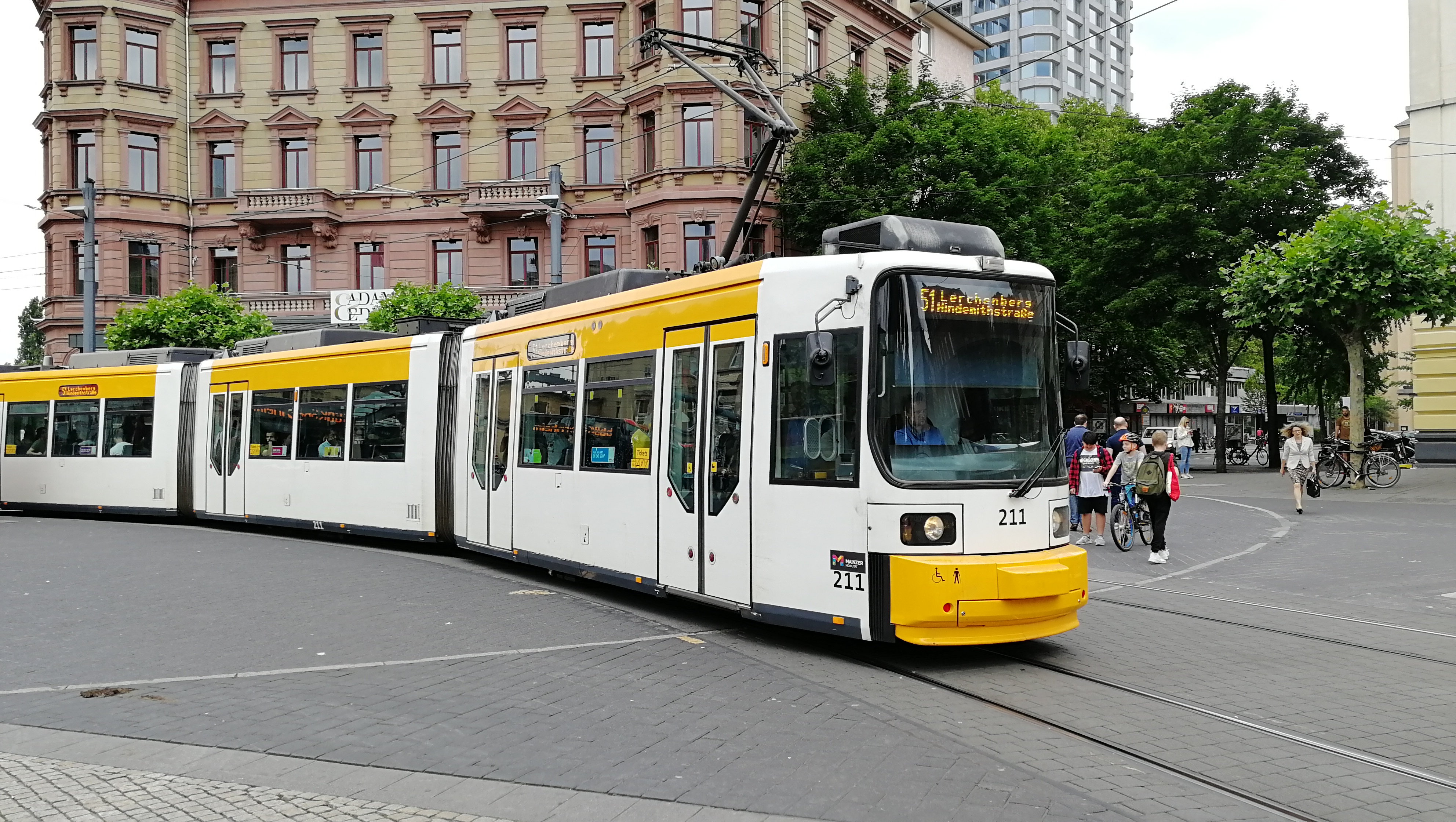
マインツ （GT6M-ZR）
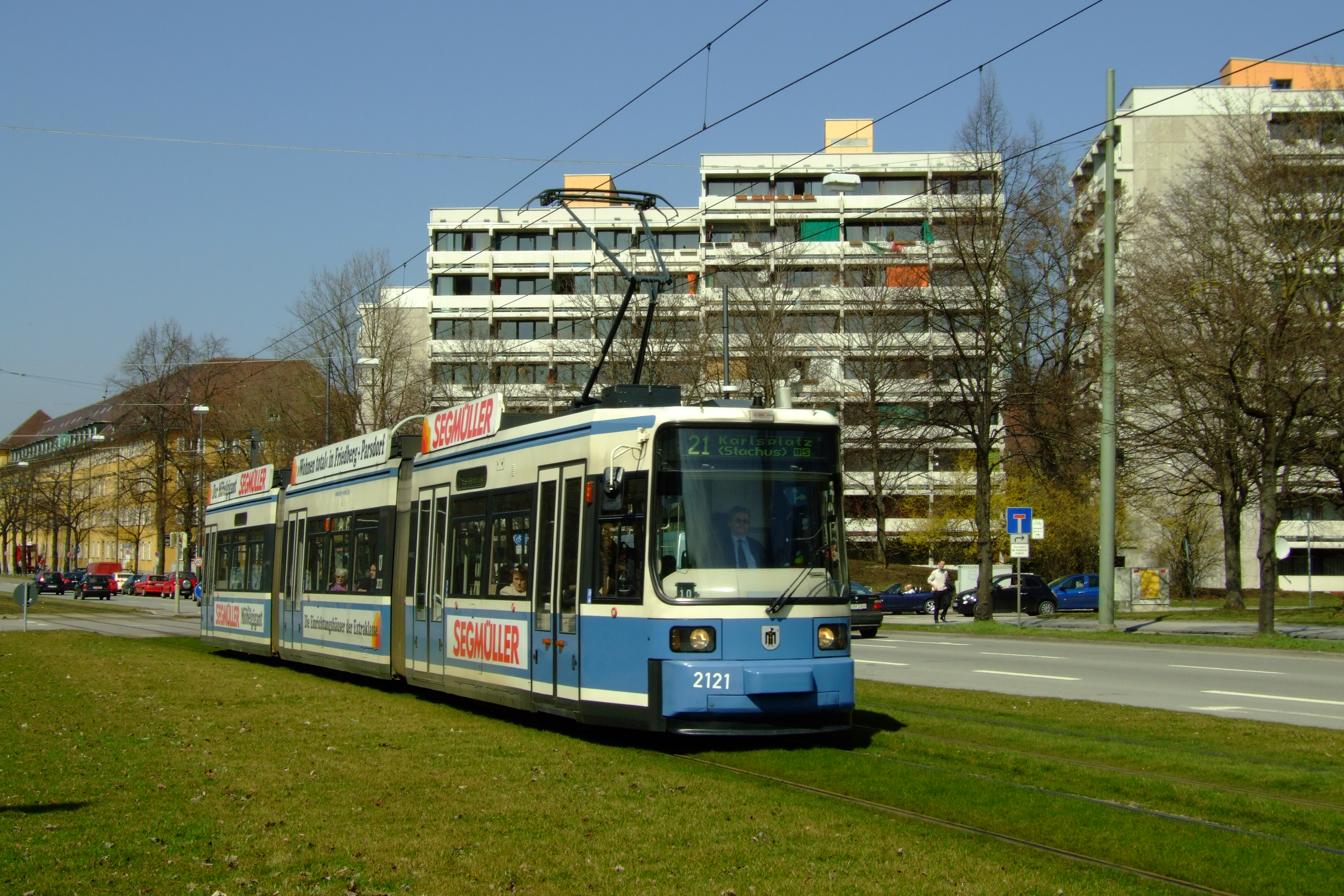
ミュンヘン （R2.2）
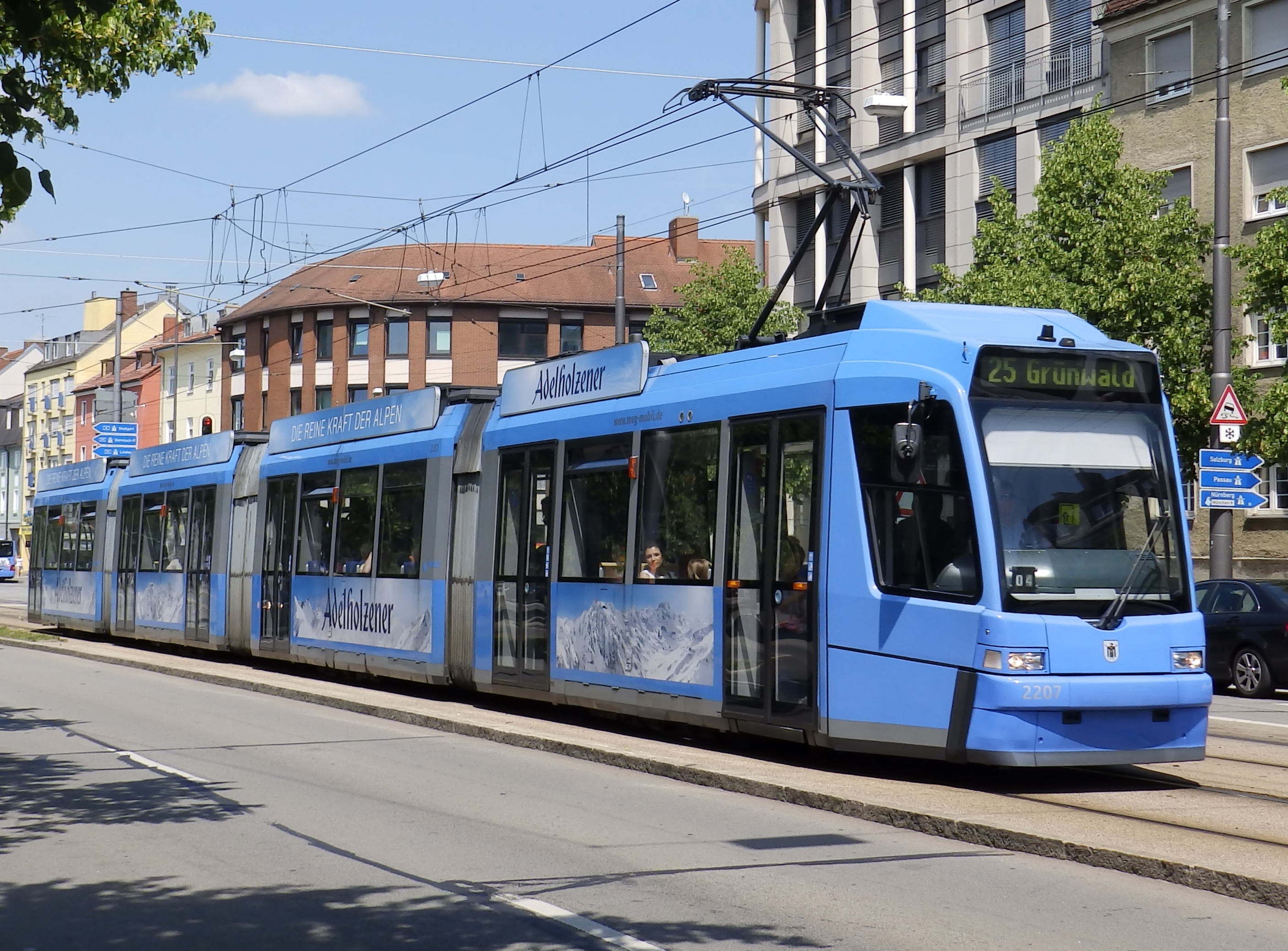
ミュンヘン （R3.3）
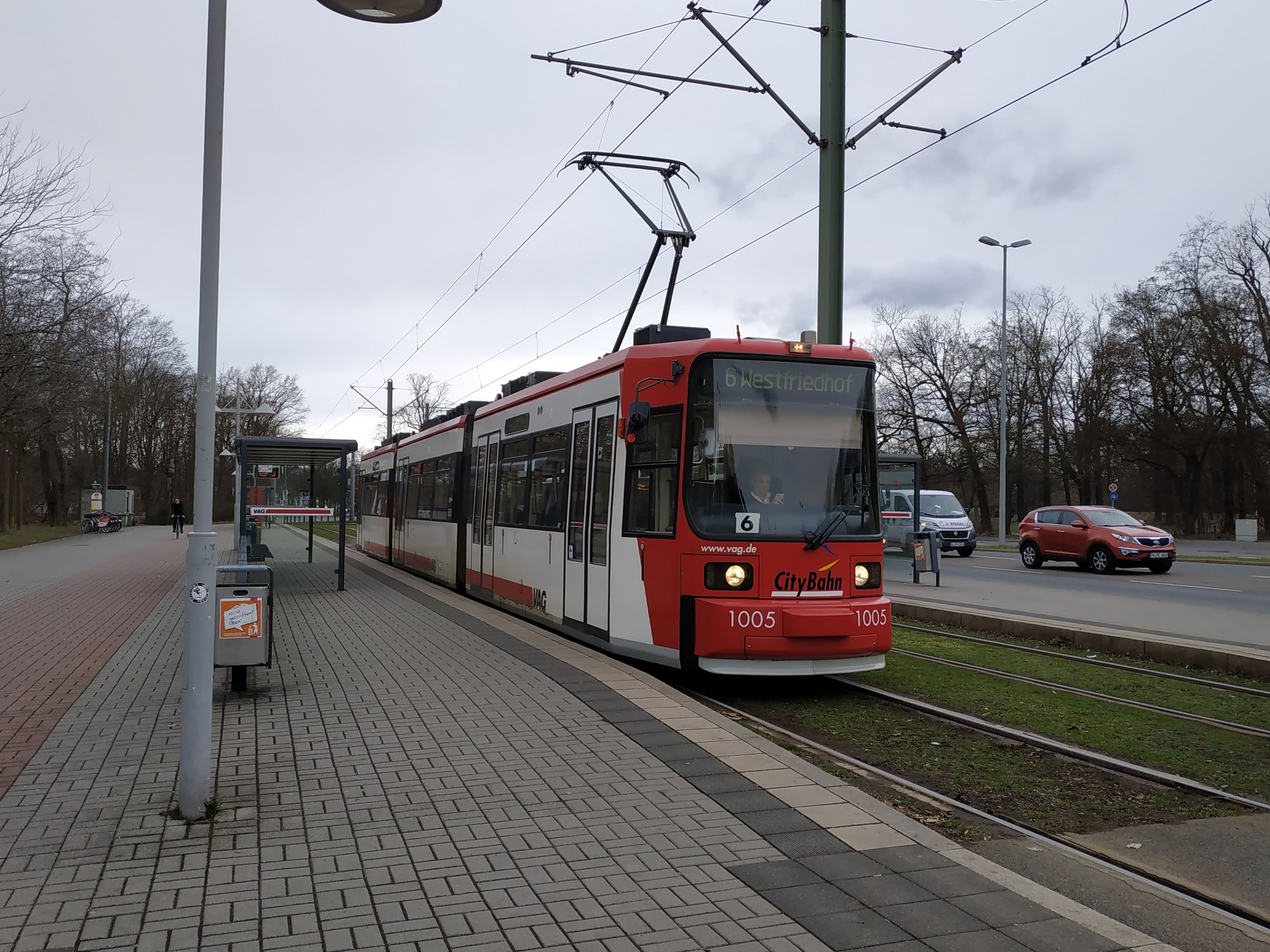
ニュルンベルク （GT6N）
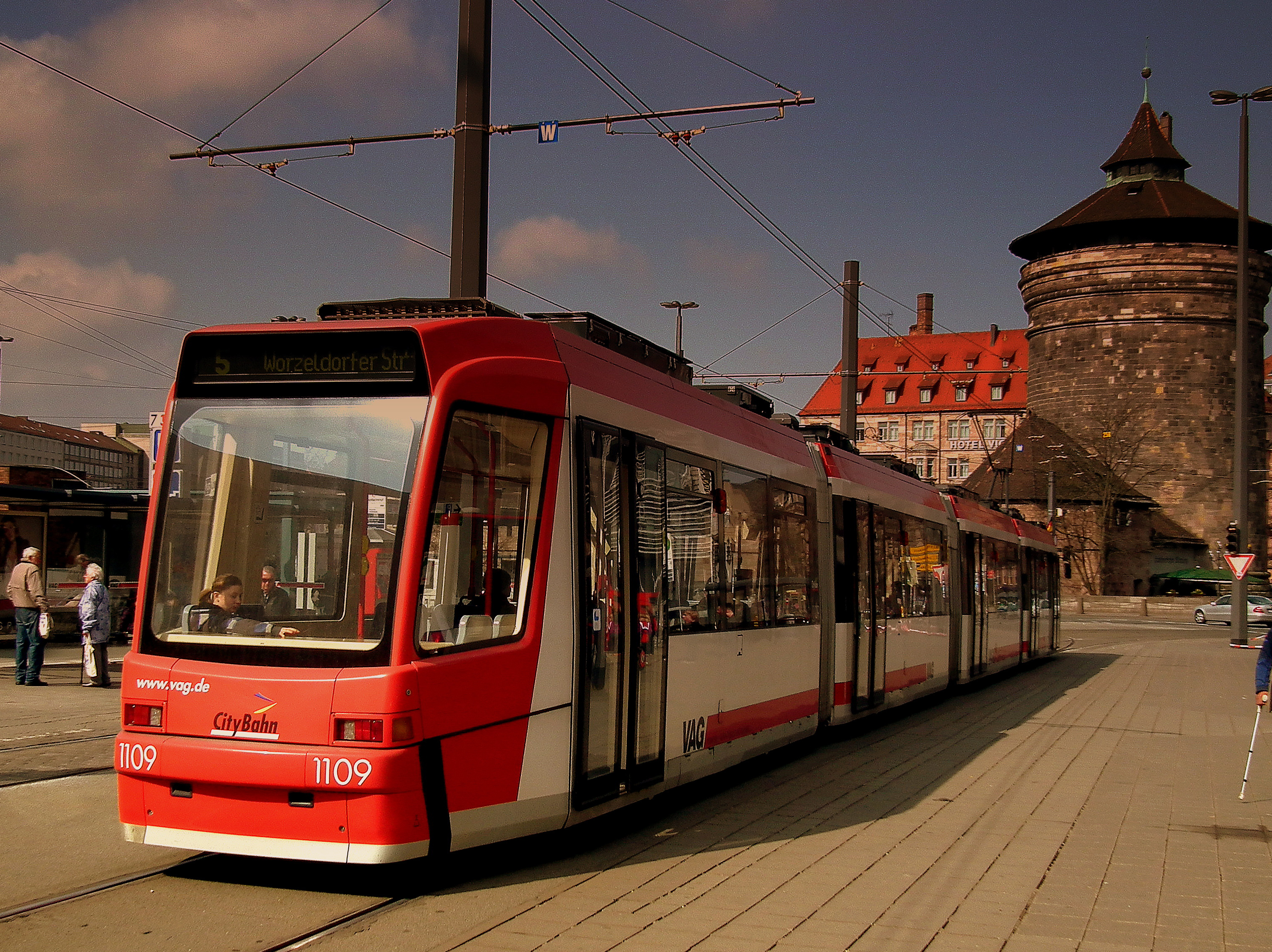
ニュルンベルク （GT8N）
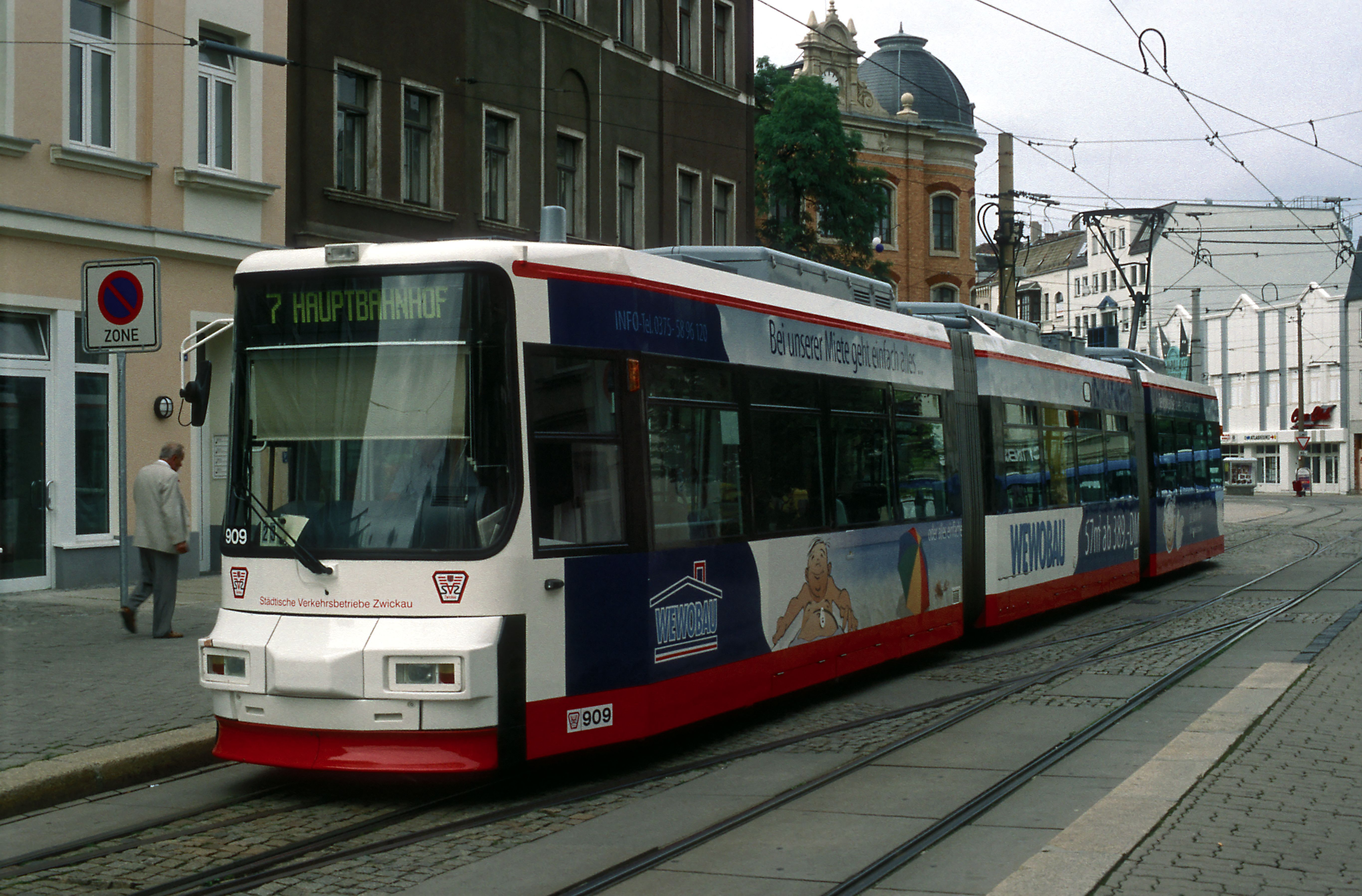
ツヴィッカウ （GT6M）

### 日本の都市

#### 熊本

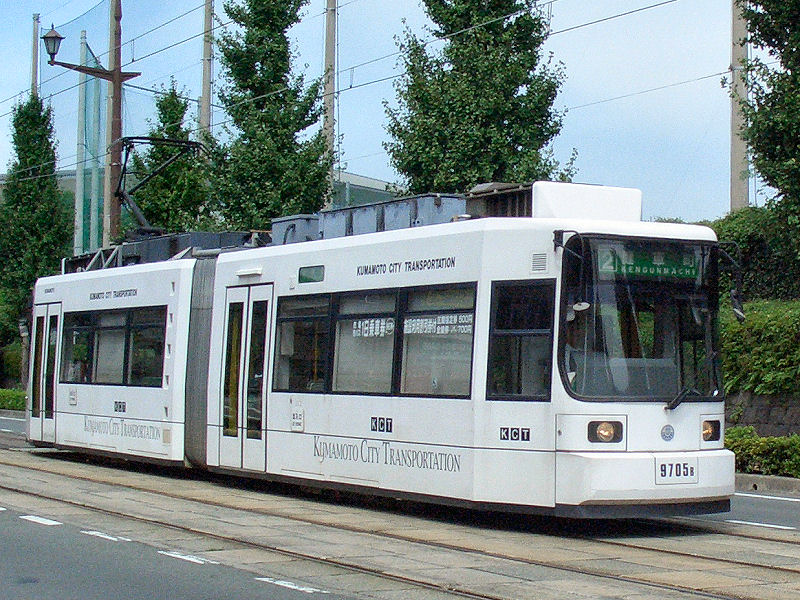
熊本市交通局9700形(GT4N-ZR)

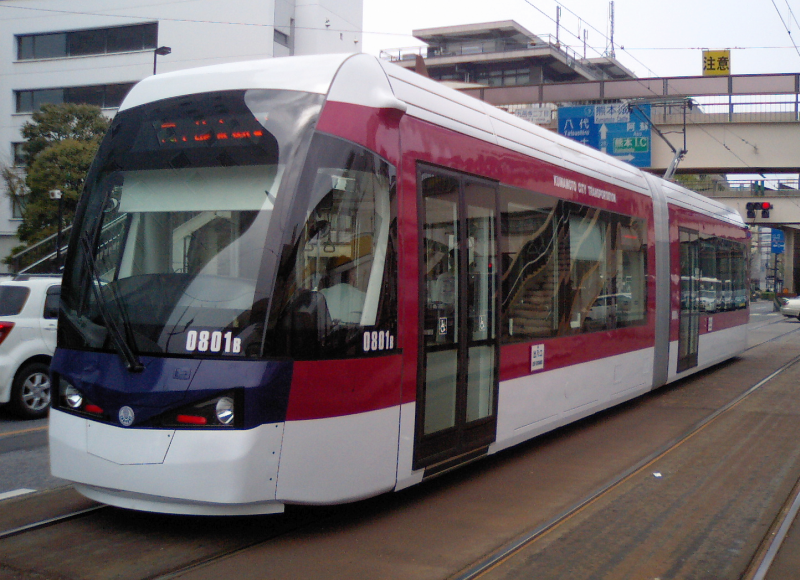
熊本市交通局0800形(GT4N-ZR)

- 投入開始 : 1997年（0800形は2009年）
- 形式 (車番) : GT4N-ZR (9701 - 9705 / 0801 - 0803)
- 0800形はインチェントロに準じた車体を採用。
- 熊本市交通局9700形電車、熊本市交通局0800形電車も参照

#### 岡山
- 投入開始 : 2002年

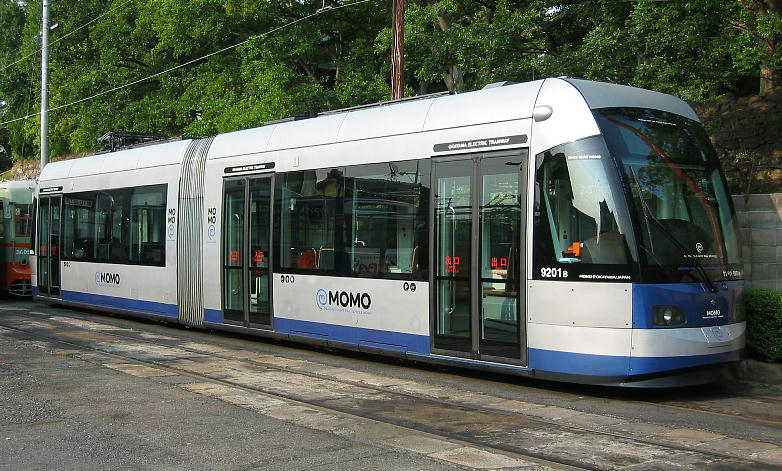
岡山電気軌道9200形(GT4M-ZR)

- 形式 (車番) : GT4M-ZR (9201,1011,1081)
- 9201,1011はインチェントロに準じた車体を採用。1081はチャギントンのキャラクターを再現した特装車。
- 岡山電気軌道9200形電車も参照

#### 高岡・射水
- 投入開始 : 2004年

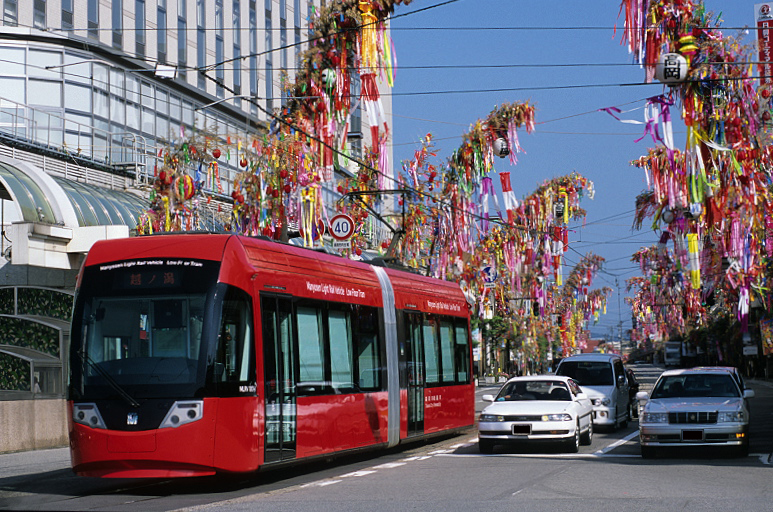
万葉線MLRV1001形(GT4M-ZR)

- 形式 (車番) : GT4M-ZR (MLRV1001 - 1006)
- インチェントロに準じた車体を採用。
- 万葉線MLRV1000形電車も参照

#### 富山
- 投入開始 : 2006年

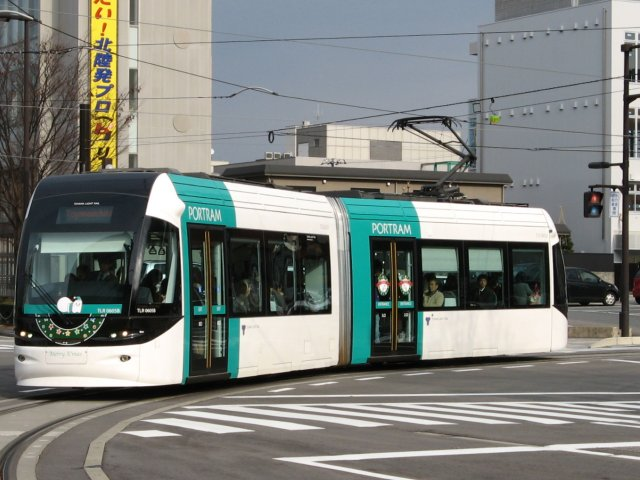
富山地方鉄道TLR600形(GT4M-ZR)

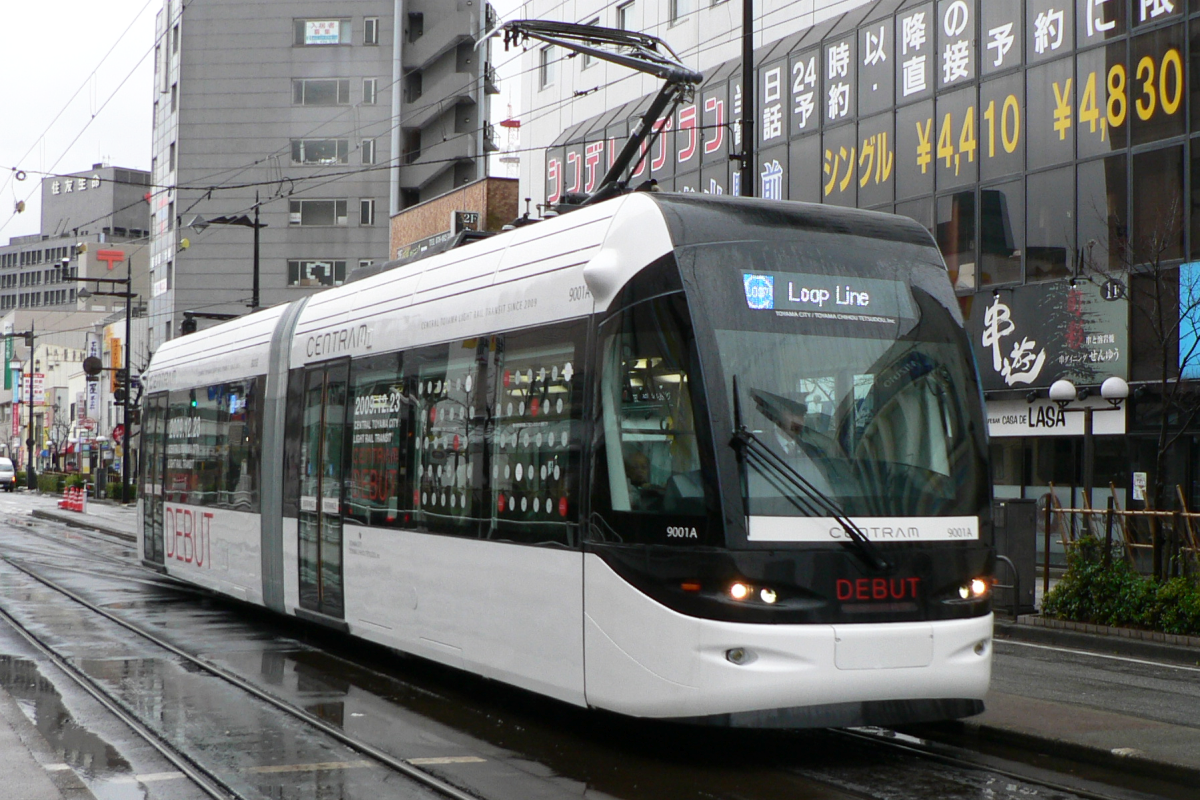
富山地方鉄道9000形電車(GT4M-ZR)

- 形式 (車番) : GT4M-ZR (TLR0601 - 0607 / 9001 - 9003)
- インチェントロに準じた車体を採用。
- 富山ライトレールTLR0600形電車、富山地方鉄道9000形電車も参照

#### 福井・鯖江・越前
- 投入開始 : 2013年

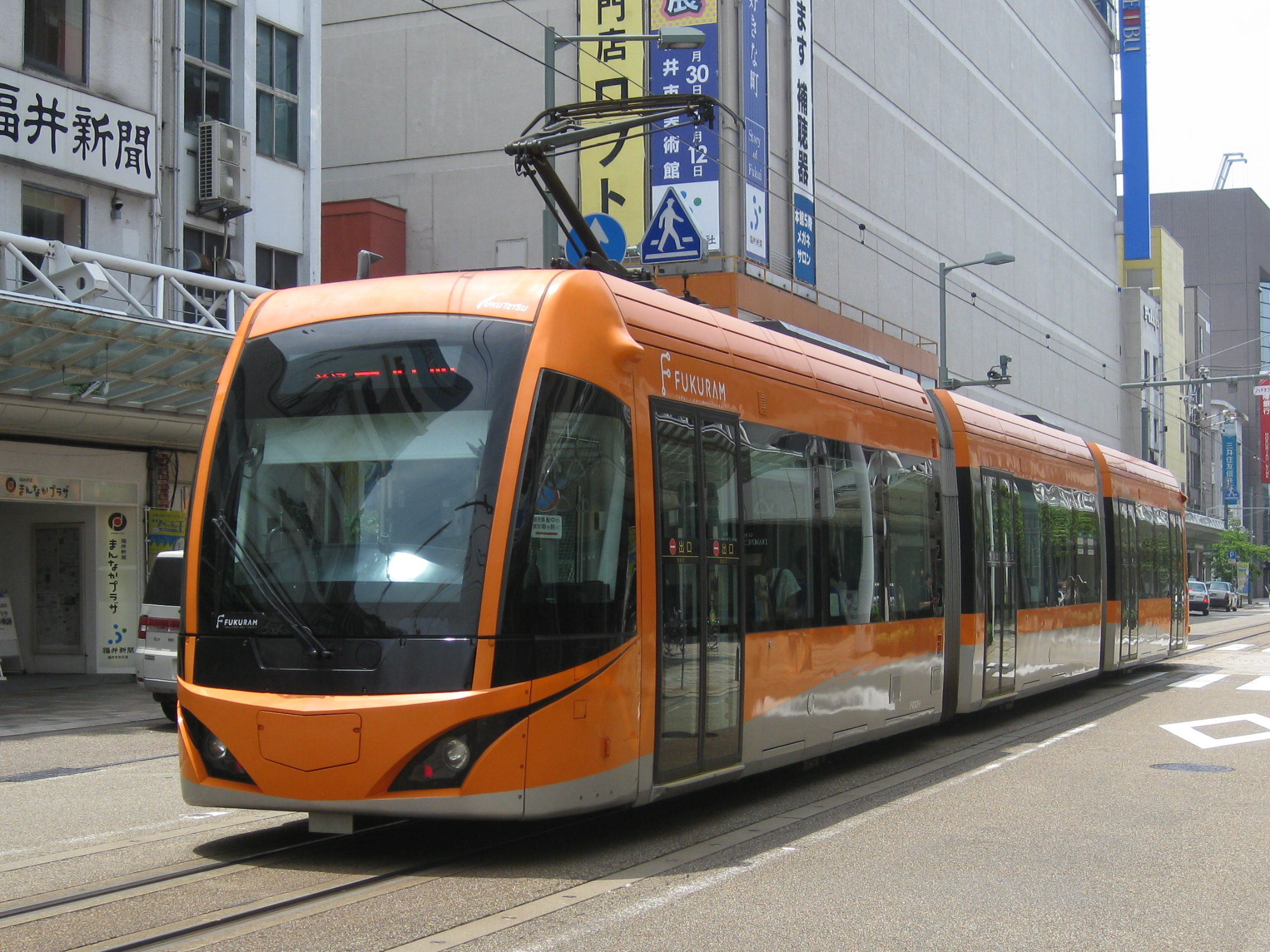
福井鉄道F1000形(GT6M-ZR)

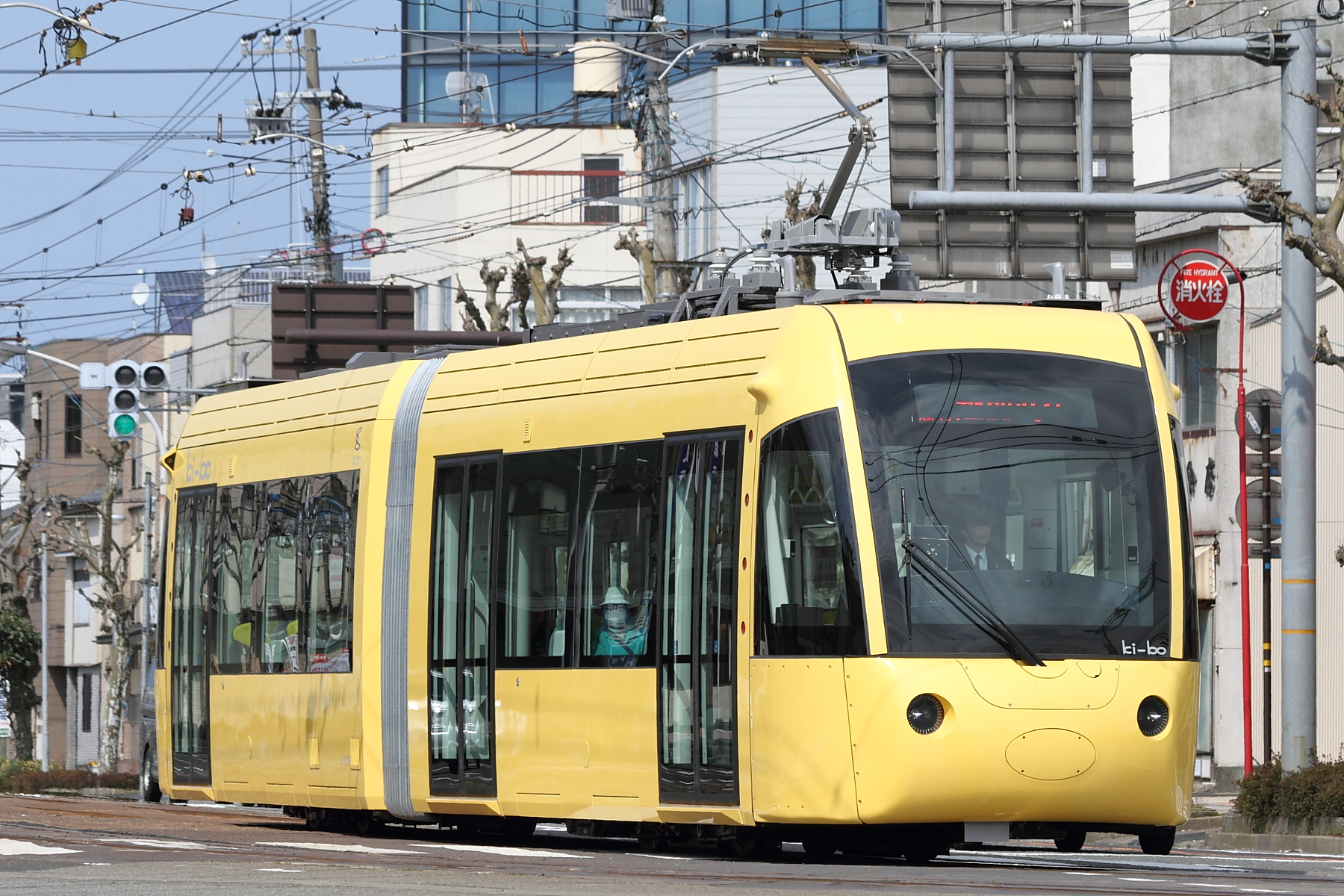
えちぜん鉄道L形電車(GT4M-ZR)

- 形式 (車番) : GT6M-ZR (FL1001 - 1003)、GT4M-ZR (L-01 - 02)
- インチェントロに準じた車体を採用。
- 福井鉄道F1000形電車、えちぜん鉄道L形電車も参照

#### 宇都宮・芳賀

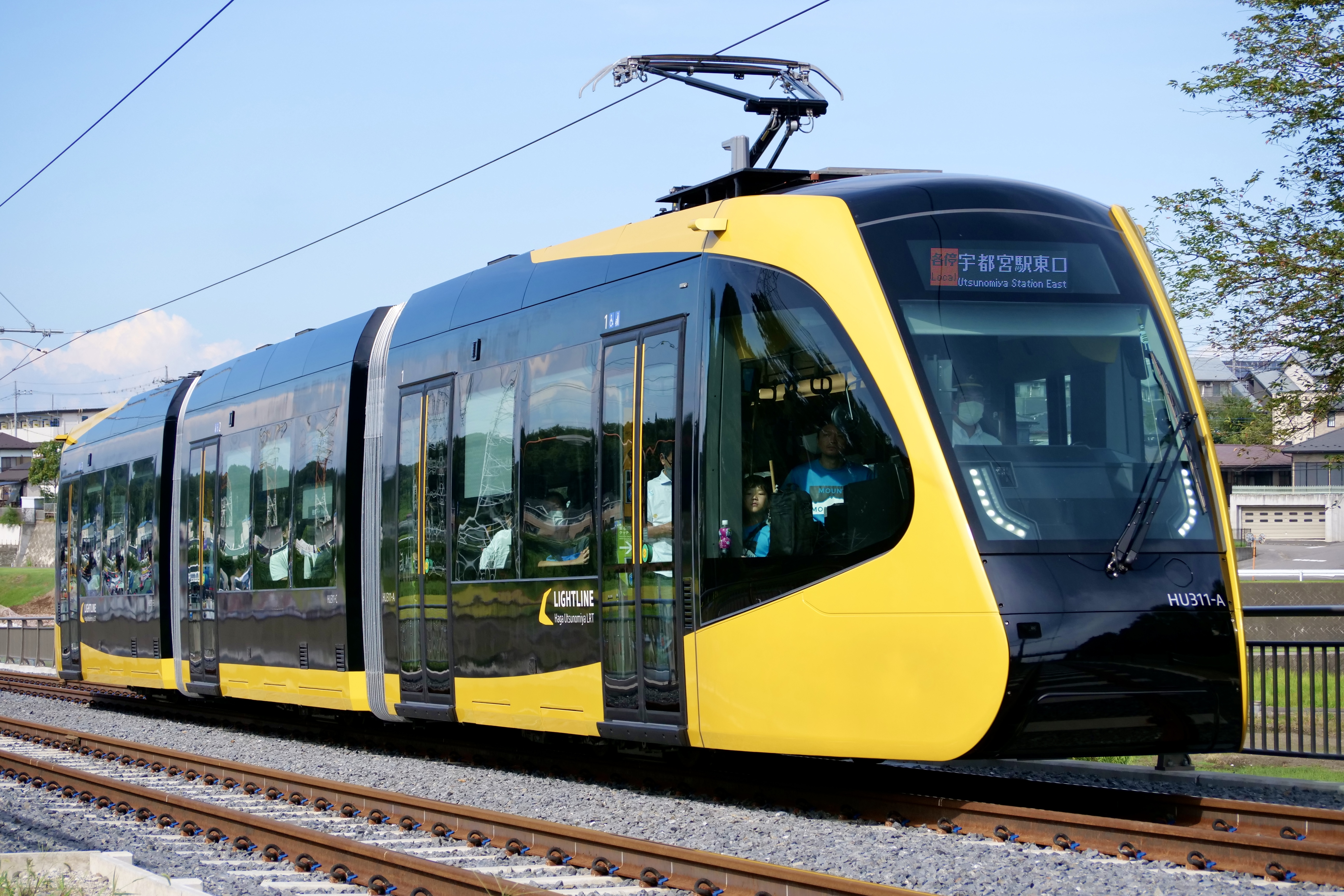
宇都宮ライトレールHU300形(GT6M-ZR)

- 投入開始 : 2021年（営業運転は2023年より）
- 形式（車番）: GT6M-ZR
- インチェントロに準じた車体を採用。
- 宇都宮ライトレールHU300形電車も参照